# Ábelfalva
Ábelfalva (szlovákul 1899-ig Abelova, ma Ábelová) község Szlovákiában, a Besztercebányai kerület Losonci járásában.

## Fekvése
A Korponai-fennsíkon, Losonctól 20 km-re, északnyugatra fekszik.

## Története
1275-ben említik először. 1700-ban, 1722-ben és 1742-ben tűzvészek pusztítottak a faluban. A legutóbbi különösen nagy károkat okozott a településen, amiről Bél Mátyás is beszámol. A lángok pillanatok alatt mindent elhamvasztottak. Ugyancsak tűzvész volt 1824. május 17-én is, erről az 1838-as egyházi vizitáció számol be.
Vályi András szerint „ABELOVA. Tót falu Nógrád Vármegyében, földes Ura Gróf Forgáts, és Gróf Zichy Uraságok, lakosai evangelikusok, fekszik Déventöl egy és 3/4 mértföldnyire, nevezetesíti e’ helyet, a’ híres vólt hazánkbéli földmérőnek Mikovinyinak, itten lett születése, a’ kinek némelly Vármegyékröl készített föld képei mind a’ Bél Mátyás munkáiban mind azon kivűl esméretesek, ’s nyilvanitóji a’ szerző vólt jeles tehetségjének. Határbéli földgye közép termékenységű, réttye, legelője, ’s fája elég; második Osztálybéli.”
Fényes Elek szerint „Abelova, tót falu, Nógrád vármegyében, közép magas hegyháton, Losonczhoz 3, Gácshoz 2 mfd. Szántóföldjei, úgymint rétjei annyira kövesek, hogy a termőföldet rajtok csak egy negyed résznyire tehetni. Termesztetik búza, rozs, árpa, zab, burgonya, borsó, pohánka. Egyszer kaszálható rétjei jó hegyi szénát adnak. A határ kiterjedése 8000 hold, mellyből 2000 h. urbériség, 850 h. irtás, 5150 hold majorság. A föld sárgás agyag, fövennyel vegyitve, és köves. A lakosok nyáron át sok juhot tartanak, mellyeket őszszel eladnak, veszik pedig tavaszszal Erdélyben és a Bánságban. Továbbá magok készitik azon fekete és fehér posztót, mellyből a szinte maguk varrta kankó és kunya készül. Népessége 908 lélek, u. m. 894 evang., 8 r. kath., 6 zsidó. Az iskola jó állapotban. Evang. temploma új, mert a régi goth modorú paplakkal, iskolával és fél faluval együtt 1824. máj. 17-dikén ismét leégett, mert 1722-ben a tűz már ezeket egyszer elemésztette. Anyakönyve kezdődik 1736-tól. Birtokosai: id. gr. Zichy Ferencz, mint a Zichy család legöregebbike és gr. Zichy Károly”.
Az 1920-as trianoni békeszerződés előtt Nógrád vármegye Gácsi járásához tartozott.

## Népessége
| Év:            | 1994. | 2004.    | 2014.   | 2024.   |
| -------------- | ----- | -------- | ------- | ------- |
| Emberek száma: | 300   | 248      | 232     | 213     |
| Eltérés:       |       | -17,33 % | -6,45 % | -8,18 % |

| Év:            | 2023. | 2024.   |
| -------------- | ----- | ------- |
| Emberek száma: | 217   | 213     |
| Eltérés:       |       | -1,84 % |

1910-ben 966 lakosából 55 magyar és 882 szlovák anyanyelvű lakosa volt.
1970-ben Madácsin 271 szlovák élt.
1980-ban Nederesen 196 szlovák élt.
1991-ben 348 lakosából 282 szlovák és 8 magyar volt.
2001-ben 274 lakosából 272 szlovák és 1 magyar volt.
2011-ben 243 lakosából 238 szlovák és 2 magyar volt.
2021-ben 219 lakosából 2 magyar, 193 (+1) szlovák, 3 (+2) cigány, 1 ruszin, (+3) egyéb és 20 ismeretlen nemzetiségű volt.

## Neves személyek
- 1700-ban itt született Mikoviny Sámuel mérnök, térképész.
- 1779-ben itt született Haan János magyar evangélikus lelkész.
- 1799-ben itt született Petényi Salamon János ornitológus, a TIT tagja.
- 1909-1945 között itt élt és alkotott Božena Slančíková-Timrava szlovák írónő.